# Hypertufa
 (septembre 2017).
Si vous disposez d'ouvrages ou d'articles de référence ou si vous connaissez des sites web de qualité traitant du thème abordé ici, merci de compléter l'article en donnant les références utiles à sa vérifiabilité et en les liant à la section « Notes et références ».

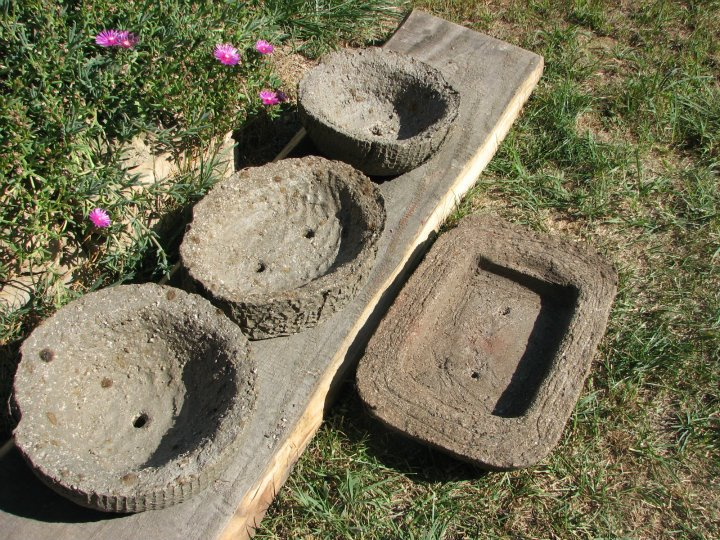
Jardinières en hypertufa.

Hypertufa est le nom donné au matériau résultant du mélange de ciment, de sable, de gravier et de tourbe blonde (ou de sphaigne).

## Historique
L'invention de l'hypertufa remonte au XIXe siècle. Ce matériau était surtout à la mode dans les pays anglo-saxons. Son nom est à rapprocher du tuf, roche volcanique et légère avec laquelle on réalisait les auges et autres ornements dans les jardins. Mais techniquement il faudrait le rapprocher du tuf calcaire ou travertin, d'origine elle sédimentaire en fait. En effet le Tuf est un type de roche à structure vacuolaire pouvant avoir deux origines : le tuf volcanique , et le tuf calcaire ou travertin ( Tufière ).

## Description
L'hypertufa est un matériau relativement léger (du fait de sa composition) et poreux mais qui résiste bien au gel (suivant la préparation utilisée pour sa conception, jusqu"à -30 °C).
Toutefois, il vaut mieux  prendre quelques précautions afin de le préserver de l'humidité, en posant l'objet sur un socle ou des pieds afin d'éviter que celui-ci n'ait "les pieds dans l'eau".
Au fil du temps, les mousses et lichens vont s'accrocher sur les parois, qui vont verdir et donneront un aspect encore plus naturel et rustique au récipient. On peut badigeonner l'objet avec un mélange de yaourt et de mousse (passé au mixer) afin d'accélérer le "verdissage".

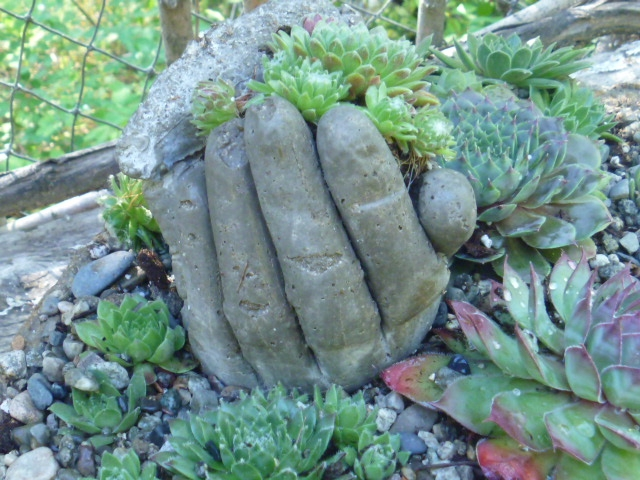
Un pot de fleur en forme de main fait en hypertufa.

## Utilisation
Ce matériau est utilisé principalement pour réaliser des auges et autres récipients en "fausse pierre" ou "pierre reconstituée" que ce soit pour le jardin ou pour l'horticulture.
À noter[style à revoir] que l'on s'en sert aussi pour réaliser de fausses roches et rochers dans les bassins d'agrément…

## Préparation
- 1,5 parts de tourbe tamisée + 1,5 parts de perlite + 1 part de ciment. (La perlite remplace le gravier pour alléger le produit fini)
- 1,5 parts de tourbe tamisée + 1,5 parts de sable blanc + 1 part de ciment.
- 2 parts de tourbe tamisée + 2 parts de sable grossier + 1 parts de ciment.

En fait, suivant l'aspect du grain souhaité, il est possible d'adapter le mélange, en ajoutant même des colorants pour un effet de couleur.
Faire un mélange homogène en délayant avec une quantité d'eau à juger au fur et à mesure du brassage. Il faut obtenir une pâte souple mais ferme, ni trop collante ni trop sèche… en pressant une boule dans la main, seules trois ou quatre gouttes d'eau doivent en tomber.
Couler et tasser ce mélange dans le moule choisi afin de former le futur récipient.
Laisser sécher 48 heures environ avant de démouler (à ce stade, on peut sculpter le matériau) et manipuler avec précaution ! Le matériau est encore fragile, il lui faudra une à deux semaines minimum avant d'être suffisamment sec pour utilisation. (3 à 4 semaines d'attente avant la première utilisation est préférable même).